# 陈乃清
陈乃清（1953年12月—），山东人，中华人民共和国外交官，曾任中华人民共和国驻挪威王国特命全权大使。

## 生平
陈乃清毕业于大连外国语学院。1974年，进入中华人民共和国外交部工作，任外交部翻译室科员。1975年，赴英国伦敦政治经济学院进修。1976年起，先后在驻英国大使馆、外交部翻译室、外交部西欧司、常驻联合国代表团、外交部政策研究室任职，后任外交部政策研究室参赞。1996年，任外交部政策研究室副主任。2003年2月，出任中华人民共和国驻挪威大使。2007年4月，任中国外交部朝鲜半岛事务大使。2008年，任常驻联合国代表团公使衔参赞。2009年，任驻美国大使馆公使衔参赞。2012年，任中国人民外交学会副会长。

## 家庭
丈夫张业遂也是中华人民共和国外交家。